# The Boogeyman (wrestler)
Martin Wright, meglio conosciuto con il ring name The Boogeyman (Phoenix, 15 luglio 1964), è un wrestler statunitense, noto per i suoi trascorsi nella World Wrestling Entertainment tra il 2005 e il 2009.

## Carriera

### Ohio Valley Wrestling (2004–2005)
Dopo aver inizialmente tentato la carriera di culturista, partecipò alla quarta edizione di Tough Enough, reality show prodotto dalla WWE, il cui vincitore si sarebbe guadagnato un posto nella federazione. Wright supera le selezioni fino ad arrivare ad essere tra i finalisti. Interrogato però dai dirigenti WWE, ammette di avere 40 anni e non 30 come da lui indicato in precedenza. Viene quindi escluso dallo show, il cui limite di età per partecipare era di 35 anni. I dirigenti della WWE gli offrono però un'altra occasione per entrare nella federazione, passando per la Ohio Valley Wrestling, la federazione "satellite" della WWE.

### World Wrestling Entertainment (2005–2009)

#### SmackDown!(2005–2007)
A partire dal mese di luglio 2005 iniziano ad essere mandati in onda sia durante SmackDown! sia durante Raw filmati e scenette raffiguranti Marty Wright con una stranissima gimmick: vestito molto simile a Papa Shango, minaccia i suoi colleghi di "venirli a prendere" con la frase "I'm the Boogeyman and I'm comin' to get you!!!", terminando il promo spaccandosi una sveglia in testa.
The Boogeyman debutta sconfiggendo in pochi minuti Simon Dean ad inizio dicembre 2005, dopo averlo terrorizzato nel backstage prima del match. Comincia a ritagliarsi uno spazio sempre più grande durante le edizioni di SmackDown!: alla fine di ogni match, spesso molto breve, Boogeyman prende dei vermi e li mangia. Continua il suo percorso a SmackDown! il venerdì successivo al suo debutto, sconfiggendo in brevissimo tempo un jobber; una volta vinto il match, Wright non si limita a mangiare i vermi: dopo averli messi nella propria bocca, li sputa su quella del jobber sconfitto.
La settimana successiva inizia la sua prima rivalità, contro Nunzio, sconfiggendolo a SmackDown!. Ad Armageddon fa il suo debutto in un pay-per-view attaccando proprio Nunzio, vestito da folletto di Babbo Natale, e il suo compagno Vito.
Sconfigge anche due ex campioni mondiali come John "Bradshaw" Layfield, alla Royal Rumble del 2006, e Booker T, a WrestleMania 22: Booker T e la moglie Sharmell lo affrontarono in un 2-on-1 Handicap match ma Boogeyman, dopo aver baciato  Sharmell con la bocca piena di vermi e averla fatta fuggire, sconfisse Booker T con una BoogeyBomb.
Dopo una vittoria in un match contro Orlando Jordan e un'altra in un 2-on-1 Handicap match contro i Dicks, Boogeyman è costretto a fermarsi a causa di un infortunio al bicipite sinistro. Al momento dell'allontanamento dal ring, Boogeyman era ancora imbattuto. Il suo contratto con la WWE viene rescisso unilateralmente dalla federazione, che tuttavia poco tempo dopo lo riassume.
Al suo ritorno sugli schermi televisivi, il 27 ottobre 2006, terrorizza The Miz e Kristal, lanciandole dei vermi addosso. Sfida i due in un 2-on-1 Handicap match ma l'incontro finisce in No Contest; la settimana dopo Boogeyman si allea con Layla e sfida in un Tag Team match i suoi avversari, ma si ha lo stesso finale del match precedente.
Riuscirà a sconfiggere The Miz il 17 dicembre ad Armageddon, infliggendogli la sua prima sconfitta.
Il 22 dicembre, durante una puntata di Smackdown!, dopo aver spaventato il WWE Cruiserweight Champion Gregory Helms, viene annunciato in maniera eccessivamente entusiasta da Tony Chimel, così che Boogeyman decide di attaccarlo e di mettergli dei vermi sulla bocca, costringendolo ad allontanarsi dal ring per un po', passando così, per un breve tempo, dalla parte degli heel.
Dopo questo episodio, Boogeyman interferisce in un match tra Chris Benoit e Finlay, permettendo a Benoit di vincere il match e iniziando così una rivalità con l'irlandese e Little Bastard, ricorrendo all'aiuto di un nano, Little Boogeyman, proprio per contrastare Little Bastard.
È Finlay ad aggiudicarsi la vittoria, e a dare a Boogeyman la prima sconfitta a No Way Out.
Successivamente si presenta sul ring con una nuova pittura facciale, accompagnata anche dal colore giallo. Poiché Kane aveva cominciato una faida con William Regal e Dave Taylor, Boogeyman si allea con la Big Red Machine e i due riescono a sconfiggere gli inglesi in un tag team match.
Durante una puntata di Smackdown! di fine maggio 2007, Boogeyman viene pesantemente sconfitto da Mark Henry, che oltre a gettarlo giù dal ring effettua su Little Boogeyman una World's Strongest Slam; questa fu infatti l'ultima apparizione di Little Boogeyman sul ring.

#### ECWe licenziamento (2007–2009)
The Boogeyman è passato dal roster di SmackDown! a quello della ECW in seguito alla draft lottery svoltasi durante la puntata di Raw dell'11 giugno 2007.
Debutta quindi in ECW sconfiggendo Matt Striker il 12 giugno, ma poco dopo viene sconfitto a sua volta dal difensore di Striker, Big Daddy V, che debutta in ECW proprio attaccando Boogeyman. Il 7 agosto ha sconfitto in pochi minuti il jobber Jessie Guilmette. Il 14 agosto Boogeyman ha sconfitto per squalifica l'ECW Champion John Morrison e, successivamente, ha perso contro lo stesso Morrison e The Miz in un tag team match facendo coppia con CM Punk. Il 28 luglio ha partecipato ad un Fatal 4-Way match per decretare il contendente n°1 all'ECW Championship di John Morrison assieme a The Miz, Big Daddy V e CM Punk ma il match è stato vinto da quest'ultimo. Il 4 settembre Boogeyman ha sconfitto Matt Striker per squalifica a causa dell'intervento di Big Daddy V. Il 18 settembre Boogeyman e Big Daddy V si sono affrontati ma è stato quest'ultimo a trionfare.
Dopo più di un anno di assenza durante l'episodio del 7 ottobre 2008 della ECW, è stato annunciato a breve il suo ritorno, avvenuto il 13 ottobre a Raw, dove ha spaventato Johnny Knoxville. Boogeyman è tornato in ECW, spaventando The Miz e John Morrison durante un promo. Successivamente il 9 dicembre ha sconfitto il jobber Scott Reed in pochi istanti. Il 30 dicembre Boogeyman e Finlay sono stati sconfitti da John Morrison e The Miz in un No-Disqualification Tag Team match. Il 20 gennaio 2009 ha sconfitto Paul Burchill per squalifica. Dopo aver perso un match contro Kane nell'episodio ECW del 3 marzo è stato licenziato dalla compagnia il giorno dopo.

### Apparizioni sporadiche in WWE (2012–presente)
Nella puntata di Raw del 17 dicembre 2012, The Boogeyman interviene interrompendo e terrorizzando il suo ex-rivale Booker T in occasione degli Slammy Award. Il 25 gennaio 2015, alla Royal Rumble, The Boogeyman entra a sorpresa durante il Royal Rumble match col numero 7 ma viene eliminato dopo poco da Bray Wyatt. Nella puntata speciale di Raw del 22 gennaio 2018, in occasione dei venticinque anni dello show, The Boogeyman ha fatto il suo ritorno per quella sera terrorizzando Brother Love, Jonathan Coachman, Teddy Long e il New Day (Big E, Kofi Kingston e Xavier Woods). Nella puntata di Raw Reunion del 22 luglio 2019, The Boogeyman ha fatto il suo ritorno terrorizzando Drake Maverick e facendogli perdere il 24/7 Championship contro Pat Patterson.
Nella puntata di Raw Legends Night del 4 gennaio 2021 Boogeyman ha terrorizzato Angel Garza consentendo ad R-Truth di schienarlo per riconquistare il 24/7 Championship.

## Personaggio

### Mosse finali
- Boogey Bomb (Sitout chokebomb)
- Boogey Slam (Inverted falling powerslam)

### Musiche d'ingresso
- Halloween Theme di John Carpenter
- Coming To Get You di Jim Johnston

## Titoli e riconoscimenti
- Alabama Wrestling Federation
  - AWF Tag Team Championship (1) – con Bobby Lashley
- Pro Wrestling Illustrated
  - Rookie of the Year (2006)
  - 114º tra i 500 migliori wrestler singoli nella PWI 500 (2007)